# Neapel sehen
Neapel sehen ist eine Kurzgeschichte aus der Sammlung Dorfgeschichten 1960, mit der Kurt Marti (1921–2017) in jenem Jahr erstmals als Erzähler hervortrat. Es geht darin um das Sterben eines Arbeiters, der sein Leben dem Akkord der Fabrik geopfert hatte.

## Entstehung
Dorfgeschichten 1960 entstand in Niederlenz, einem Industriedorf im Schweizer Mittelland. Marti war dort Pfarrer und wurde durch das Dorfleben, wie er selbst sagt, 
politisiert […] durch die Begegnung mit Leuten, die zu kurz kommen, ungerecht behandelt werden, sozial und ökonomisch schlecht dran sind. Das hat mich nach links getrieben, und ich wurde, ohne es zu wollen, in diesem Industrie-Dorf der Pfarrer der Sozi-Minderheit.

## Inhalt
Ein Fabrikarbeiter hat sich um seinen Garten eine Bretterwand gebaut, um die Fabrik, die er hasst, aus seinem Gesichtskreis zu entfernen. Immer hat er seine Arbeit gehasst, die Maschine mit ihrem Arbeitstakt und die Hetze nach Akkordprämien. Er hasst den Arzt, der ihm zur Schonung rät, den Meister, der ihm in falscher Rücksichtnahme eine leichtere Arbeit ohne Akkordprämien empfiehlt, seine Frau, die ihn darauf aufmerksam macht, dass er im Schlaf zuckt. Nach 40 Jahren Arbeit und Hass wird er ernsthaft krank. Ans Bett gefesselt blickt er aus dem Fenster auf sein kleines Gärtchen. Die Hoffnung seiner Frau und des Arztes auf Besserung teilt er nicht.
Der Blick auf das Gärtchen wird dem Arbeiter langweilig, er bittet seine Frau, zwei Bretter aus der Wand entfernen zu lassen und im Weiteren die ganze Wand. Der Blick des Mannes ruht zärtlich auf der Fabrik, deren Tagesgeschehen er beobachtet, ein Lächeln entspannt sein Gesicht, bevor er stirbt.

## Form
Für Marti ist Literatur in erster Linie Sprache und Form: „Für mich ist die Form die Hebamme des Inhalts. Formeinfälle, Formvorstellungen, Formversuche, Formspiele bringen allmählich den Inhalt zur Welt.“
Der Text ist in einer stark reduzierten Form geschrieben, wobei der Grundriss des Geschehens aus Haus und Gärtchen, Bretterwand und Fabrik entsteht. Dabei gibt es keine Abschnitte; wie ein kompakter Block stehen die knapp fünfzig Zeilen da.
Des Weiteren fehlt jegliche Psychologisierung der Figuren: Sie werden als „die Frau“, „der Meister“, „der Arzt“ und „der Nachbar“ eingeführt – sie sind kaum konturiert.
Die Syntax ist einfach und das Vokabular ist simpel, zwei Verben stechen jedoch besonders heraus: In der ersten Hälfte ist es hassen – es taucht zehn Mal auf, oft als Anapher „Er hasste“. In der zweiten Hälfte ist es sehen – elf Mal tritt es auf, jedoch auf subtilere Art und Weise.
Das Wort Blust ist ein Mundartwort aus dem Berndeutschen „Bluescht“ und bezeichnet die Baumblüte im Frühling.

## Interpretation
Der Titel Neapel sehen ist eine ironische Anspielung auf eine neapolitanische Redensart, von der schon Johann Wolfgang von Goethe in seiner Italienischen Reise berichtet:
»Vedi Napoli e poi muori!« sagen sie hier. »Siehe Neapel und stirb!«
Heute üblicherweise als Neapel sehen und sterben übersetzt, soll das heißen: Neapel in seiner Schönheit und Pracht erlebt zu haben, kann von nichts im späteren Leben eines Menschen mehr übertroffen werden. Auf die Kurzgeschichte übertragen, bedeutet dieses Sprichwort als Titel, dass der kranke Arbeiter seine Fabrik, in der er alt und krank geworden ist, als den einzigen wichtigen Inhalt seines Lebens anerkennt, dass die verhasste Arbeitswelt doch das Wichtige und Bestimmende in seinem Leben war. Damit kann er friedlich sterben. Der Titel ist jedoch ironisch zu verstehen, da die Arbeitswelt des Arbeiters in krassem Gegensatz zu Neapel steht. Der Arbeiter hat das wirklich Schöne nicht kennenlernen können und ist daher in seiner Ausgeliefertheit an die Arbeit, die ihn bis in den Tod hinein bestimmt, zu bedauern. 
Der „Akkord“ in Neapel sehen ist eine Klammer, welche die Arbeit und das Private unerbittlich zusammenfügt. Dem Akkord verdankt der Mann seinen kleinen Wohlstand, Haus und Garten. Doch die Akkordarbeit, die ihm dies ermöglicht hatte, ergreift Besitz von ihm und höhlt ihn aus. Auch wenn er auf den ersten Blick sein eigener Herr zu sein scheint – ist er doch nur sein eigener Sklaventreiber.